# Adolf Erland Stenström
Adolf Erland Stenström, född 1856 i Skänninge, Östergötlands län, död 1930, var en svensk tidningsman, redaktör och skriftställare, verksam vid  Östra Vestmanland, Avesta-Posten, Eskilstuna-Posten, Lysekilsposten och Westernorrlands Allehanda.
Han var fosterson till kyrkoherde Johan Stenström och Sofia Lovisa Hoff. Adolf Erland Stenström är far till Matts Adolf Stenström och farfar till Urban Stenström.
Han gravsattes 5 augusti 1930 på Norra begravningsplatsen i Stockholm, 

## Fotnoter
1. 1 2 3 4  Sveriges dödbok 1860–2017, sjunde utgåvan, Sveriges Släktforskarförbund, november 2018, läst: 27 augusti 2021.[källa från Wikidata]
2. ↑  Norra begravningsplatsen.se, läs online, läst: 7 december 2016.[källa från Wikidata]
3. ↑  ADOLF ERLAND Stenström, Svenskagravar.se, läs online, läst: 11 april 2017.[källa från Wikidata]
4. ↑  Sveriges befolkning 1900, CD-ROM, Version 1.02, Sveriges Släktforskarförbund/SVAR (2006).
5. ↑  Johan Stenström i Strengnäs stifts herdaminne, Fjärde delen / s 417 (1901).
6. ↑  Johan Stenström (forts)i Strengnäs stifts herdaminne, Fjärde delen / s 418 (1901).
7. ↑  Norra begravningsplatsen, kvarter 19C, gravnummer 3112 på Hittagraven.se. Åtkomst 23 juli 2012.